# Alison Brie
Alison Brie Schermerhorn, född 29 december 1982 i Los Angeles i Kalifornien, är en amerikansk skådespelare. 
Brie är bland annat känd för att ha spelat rollerna Trudy Campbell i TV-serien Mad Men och Annie Edison i TV-serien Community. Hon har även haft roller i långfilmer som Scream 4 (2011) och The Five-Year Engagement (2012).
Sedan 2017 är hon gift med skådespelaren Dave Franco.

## Filmografi i urval
- 2007–2015 – Mad Men (TV-serie)
- 2009–2015 – Community (TV-serie)
- 2011 – Scream 4
- 2012 – The Five-Year Engagement
- 2014 – Lego-filmen (röst)
- 2014–2015 – BoJack Horseman (TV-serie) (röst)
- 2015 – Get Hard
- 2015 – Sleeping with Other People
- 2017 – The Disaster Artist
- 2017 – The Post
- 2017–2019 – GLOW (TV-serie)
- 2019 – Lego-filmen 2 (röst)
- 2020 – Promising Young Woman
- 2025 – Together
- 2026 – Masters of the Universe